# Luigi Cunsolo
Luigi Cunsolo (Stilo, 30 maggio 1884 – Roma, 25 luglio 1979) è stato uno scrittore, poeta e traduttore italiano.

## Biografia

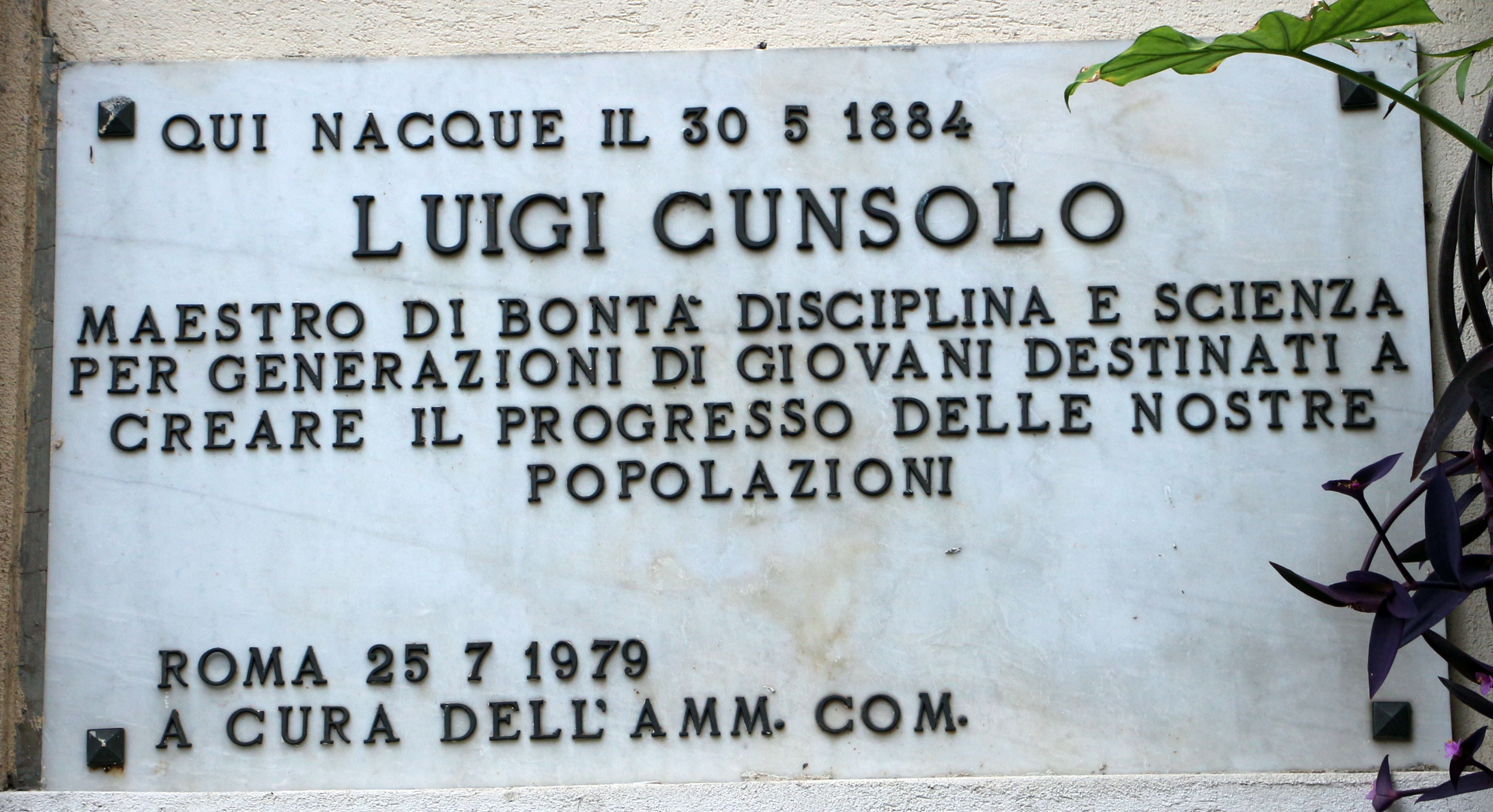
Targa posta sulla casa natale di Luigi Cunsolo dal Comune di Stilo.

Luigi Cunsolo nacque a Stilo, Reggio Calabria, nel 1884, da Giuseppe e da Maria Caterina Primerano, contadini. 
Di intelletto vivace, sin dalla giovane età suscita l'attenzione dei lettori e della critica. Giosuè Carducci infatti lo cita nell'ultimo volume del suo celebre Epistolario. 
Laureatosi in Giurisprudenza e in Filosofia con una tesi su Tommaso Campanella (e con relatore Giovanni Gentile), svolse la professione di insegnante in diverse città italiane,  a Tirana e Madrid. Mentre svolgeva la professione di Preside presso il Liceo di Pavia, fu convocato a Frosinone per fondare  il Liceo Classico Norberto Turriziani.
Dal 1934, nuovamente a Roma, fu Preside dell'Istituto Magistrale A. Oriani di Piazza Indipendenza, concludendo così nel 1954 in quella sede la sua carriera. Si spense a Roma nel 1979.
Vincitore di diversi premi letterari, esordì precocemente con una raccolta di sonetti - Stilo nella tradizione e nella storia - dedicata alla storia suo paese natale, ricca di documenti inediti e ricerche storiche. 
Tenne diverse conferenze su temi storico-letterari, pubblicò articoli, novelle, sillogi poetiche, e diversi testi per la scuola superiore, traducendo classici della letteratura latina e collaborando con riviste periodiche e quotidiani dell'epoca come Il Messaggero di Roma.

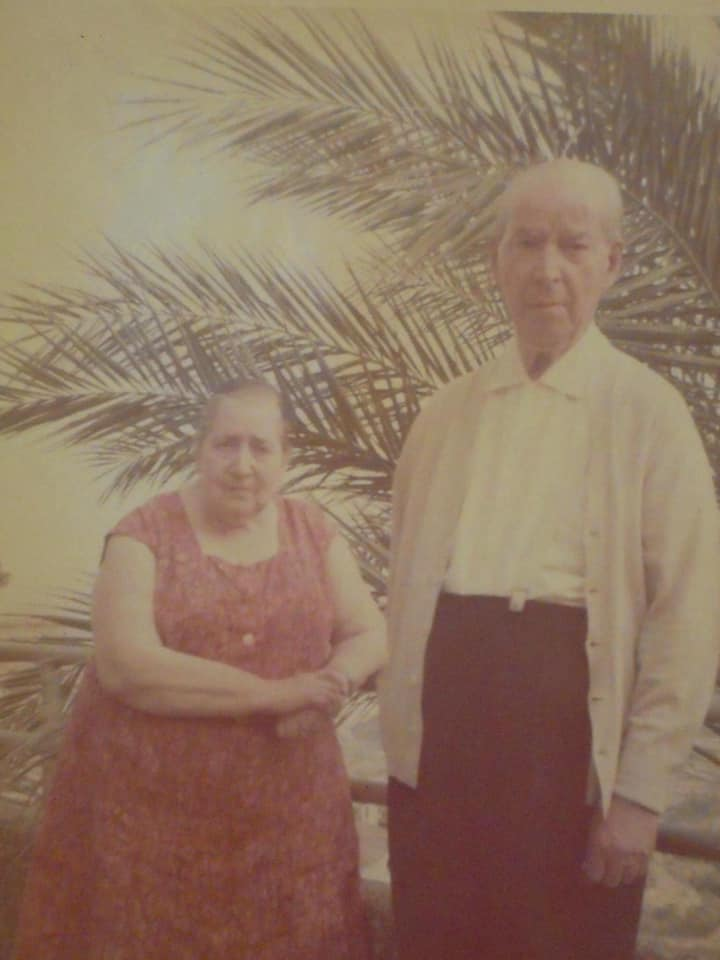
Luigi Cunsolo con la moglie Bianca Citarelli

## Opere (in ordine alfabetico)
- Alfredo Oriani (Ed. Conte, Napoli)
- Aretusa, Scena lirica (Arti Grafiche Menaglia, Roma)
- Colloqui nella notte, Romanzo (Nistri-Lischi, Pisa)
- Dai lentischi del Consolino, Racconti (Ist. Ed., Varese)
- Dante e le arti figurative (Ed. La Sicilia, Messina)
- Fiamme di focolare lontano (Ed. Conte, Napoli)
- Frammenti dell'Infinito, Liriche (Ed. C.E.I., Roma)
- Francesco Cozza, pittore ed acquafortista (Ed. Pellegrini, Cosenza)
- Francesco Petrarca e Tommaso Campanella (estratto dalla rivista Historica - 3, 1966)
- Galileo Galilei e i suoi precursori, i suoi seguaci (Ed. Le Monnier, Firenze)
- Grammatica latina (Istituto editoriale cisalpina, 1941)
- I canti di Tennerà, Poesie (Iride, Roma)
- I figli del tempo (Ed. Puglielli, Roma)
- I martiri di Gerace (a cura del Comune di Locri)
- I ricordi autobiografici di Deprè, Commento (Ed. Le Monnier, Firenze)
- Il buio del cuore e la luce delle cose nella lirica di Giovanni Pascoli (estratto dall'annuncio scolastico del R. Liceo Scientifico T. Tranelli, Pavia, 1926 - 29)
- Il canto della morte immortale. Rapsodie africane (Ed. Le Monnier, Firenze)
- Il carme secolare di Orazio - traduzione in versi (estratto da Rinascita di Teramo, n°5)
- Il Decameron di Giovanni Boccaccio, commento estetico (Ed. Curcio, Roma)
- Il padre di Lucia Mondella e i genitori di Renzo Tramaglino (Ed. Agus, Milano)
- Il Romanticismo calabrese (estratto da Almanacco calabrese 1953)
- L'antidiavolo, Critica al Diavolo di Papini (Ed. Il Centauro, Milano)
- L'assedio di Stilo sotto Carlo I D'Angiò e altri poemetto (Lo Faro Editore - Roma, 1971)
- L'immortalità dell'amore e della morte nella lirica foscoliana (Cooperativa Tip. frusinate, Frosinone, 1931)
- La fucina di Vulcano (Grafiche La Sicilia - Messina, 1967)
- La gloria della lingua italiana nel primo millenario della sua origine (estratto dalla Cultura del mondo, n°4)
- La lirica di Michelangelo (estratto da Brutium, n°2, 1964)
- La neve, Romanzo (Nistri-Lischi, Pisa)
- La notte del commiato, Racconti (Ed. C.L.E.T., Roma)
- La scia nell'ombra - lirica (Grafiche La Sicilia -  Messina, 1964)
- La sorgente solitaria (Ed. Agnesotti, Viterbo)
- La storia di Stilo dal secolo VII ai nostri giorni, con documenti inediti (a cura del Comune di Stilo)
- La testimonianza, Racconti (Marzioli, Roma)
- La trilogia della vita, Poemetto (Ed. Conchiglia, Roma)
- La vita segreta di Gesù ed altre liriche (La Procellaria Editrice, Reggio Calabria)
- Le rose tra gli asfodeli, Poesie (Ed. Agnesotti, Viterbo)
- Nuove Rapsodie ciociare (Tip. Reale, Veroli)
- Oltre la morte (Edigraf, Roma)
- Otto ore di preghiera. Riflessioni sul tempo di un libero pensatore (Lapsus libri)
- Paradossi del Vangelo (Ed. O.E.T., Roma)
- Poesie (Gabrieli Editore, Roma)
- Rapsodie (Giuseppe Froggio, 1922)
- Rapsodie ciociare (Tip. Reale, Veroli)
- Rapsodie siciliane (Tipografia Galatea, Acireale)
- Rivelazioni. Nella chiesa per la famiglia – su la vita (F.lli Passerini & C., Prato-Firenze)
- Stilo nella tradizione e nella storia, con una lettera di G. Carducci (Ed. Foggio, Monteleone), testo di esordio
- Tommaso Campanella, dal Borgo di Stilo all'esilio di Parigi (Ediz. Internaz. Le Petit Moineau, Roma)
- Tommaso Campanella. La sua fuga dopo la scoperta della congiura ed altri poemetti (Tip. Artistica A. Cardini, Roma)
- Tommaso Campanella: il prigioniero del Castel Nuovo (Ediz. Internaz. Le Petit Moineau, Roma)
- Tommaso Campanella poeta satirico (estratto da Nosside, anno IV n°4, 5, 6)
- Tra le foreste di Ferdinandea (Arnaldo Forni editore, 1989)
- Tra le ombre e la luce del Giudizio universale di Michelangelo (Ed. La Sicilia, Messina)
- Tra luce ed Ombra (L'Edicola, Padova)
- Un poeta calabrese e la battaglia di Lepanto (estratto da Calabria vera, anno II n°8)
- Luigi Cunsolo e le rose tra gli asfodeli (Youcanprint, LE, 2020 - ristampa a cura di Pasquale Biagio Cicirelli)